# Slag bij Keulen
De Slag bij Keulen was een veldslag die bij Keulen gestreden werd door de Neustriërs met de Friezen tegen de Austrasiërs in het jaar 716. De Friezen werden geleid door koning Radboud. De Franken hadden de latere hofmeier Karel Martel als aanvoerder. De slag werd door de Friezen gewonnen.

## Geschiedenis
De Friese koning Radboud maakte in 714 op slimme wijze gebruik van de situatie, die was ontstaan vanwege interne strubbelingen binnen het Frankische Rijk. Na de dood van hofmeier Pepijn van Herstal was daar namelijk een opvolgingsoorlog (Frankische Burgeroorlog) ontstaan. Raganfrid, een Frankische hoofdeling die door de Neustriërs als hofmeier gekozen was, probeerde daarbij Radboud over te halen tot een bondgenootschap. Deze had hier wel oren naar en sloeg dadelijk toe door eerst de voormalige Friese gebieden te heroveren. Deze had hij na de verloren oorlog in 690 aan de Franken moeten afstaan. Hij bezette de monding van de Rijn en volgde met zijn leger de rivierloop stroomopwaarts, richting de hoofdstad van Austrasië, Keulen.
Voor de muren van Keulen vonden de Friezen een nieuwe Frankische leider tegenover zich. Deze leider was Karel Martel, bastaardzoon van Pepijn, die de Austrasiërs als hofmeier benoemd hadden. Het Frankische leger was haastig bijeengeroepen en was geen partij voor de Friezen. In de slag die kort erop volgde zou het leger van Radbouds bondgenoten Raganfrid en Chilperik verrassend genoeg wel door Karel Martel verslagen worden. Dezen werden nu gedwongen de vrede af te kopen in ruil voor geld en rijke giften. Het leger van Radboud was toen alweer vertrokken naar Friesland. Als overwinnaar en overladen met buit keerde Radboud daar terug.

## Gevolg
Koning Radboud had met deze overwinning het hoogtepunt van zijn macht bereikt. Hij maakte Utrecht opnieuw tot zijn hoofdstad en joeg de christelijke predikers, onder wie Bonifatius, uit zijn rijk. Tevens bereikte het Friese Rijk met deze overwinning zijn grootste uitbreiding.